# Vadszeder

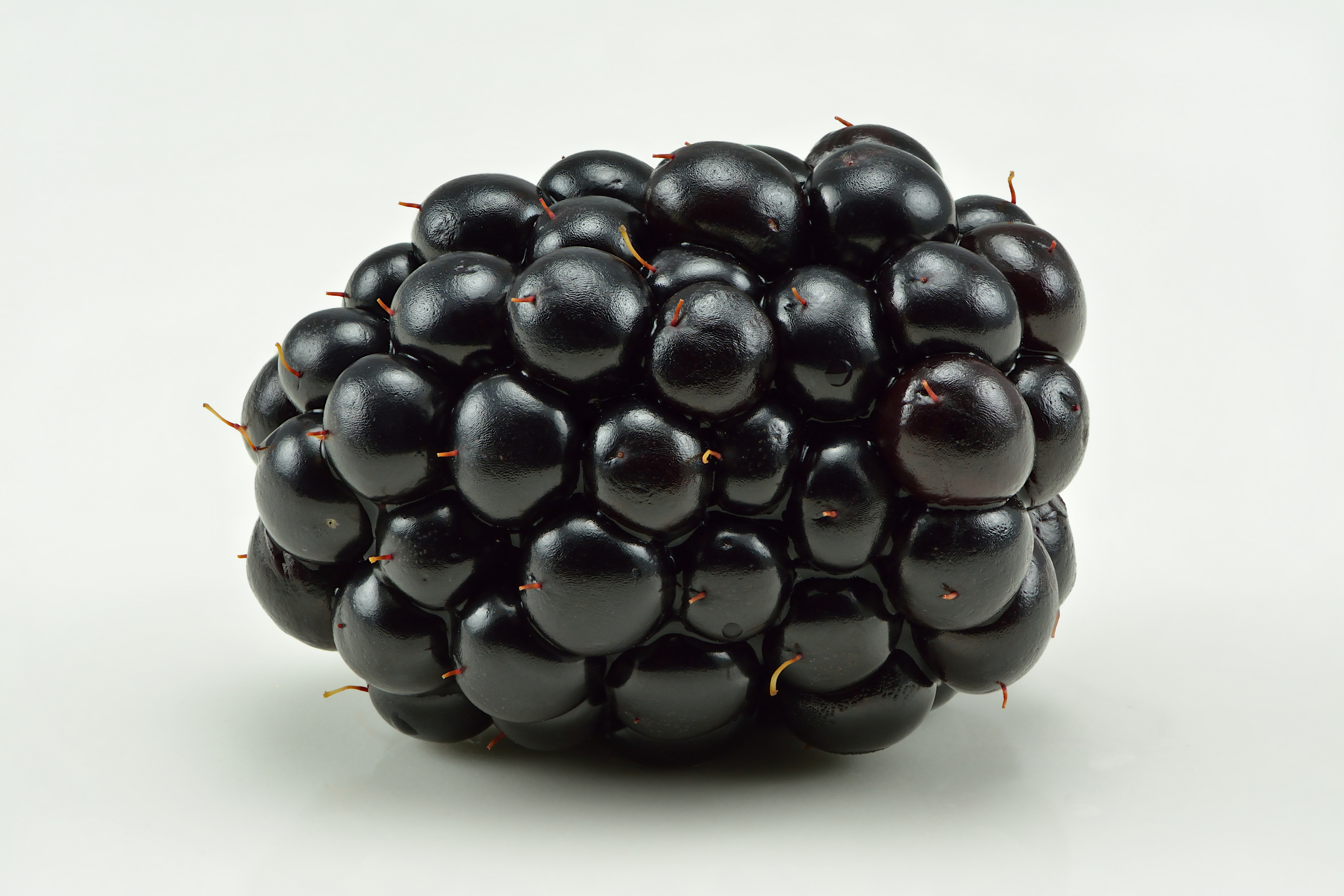

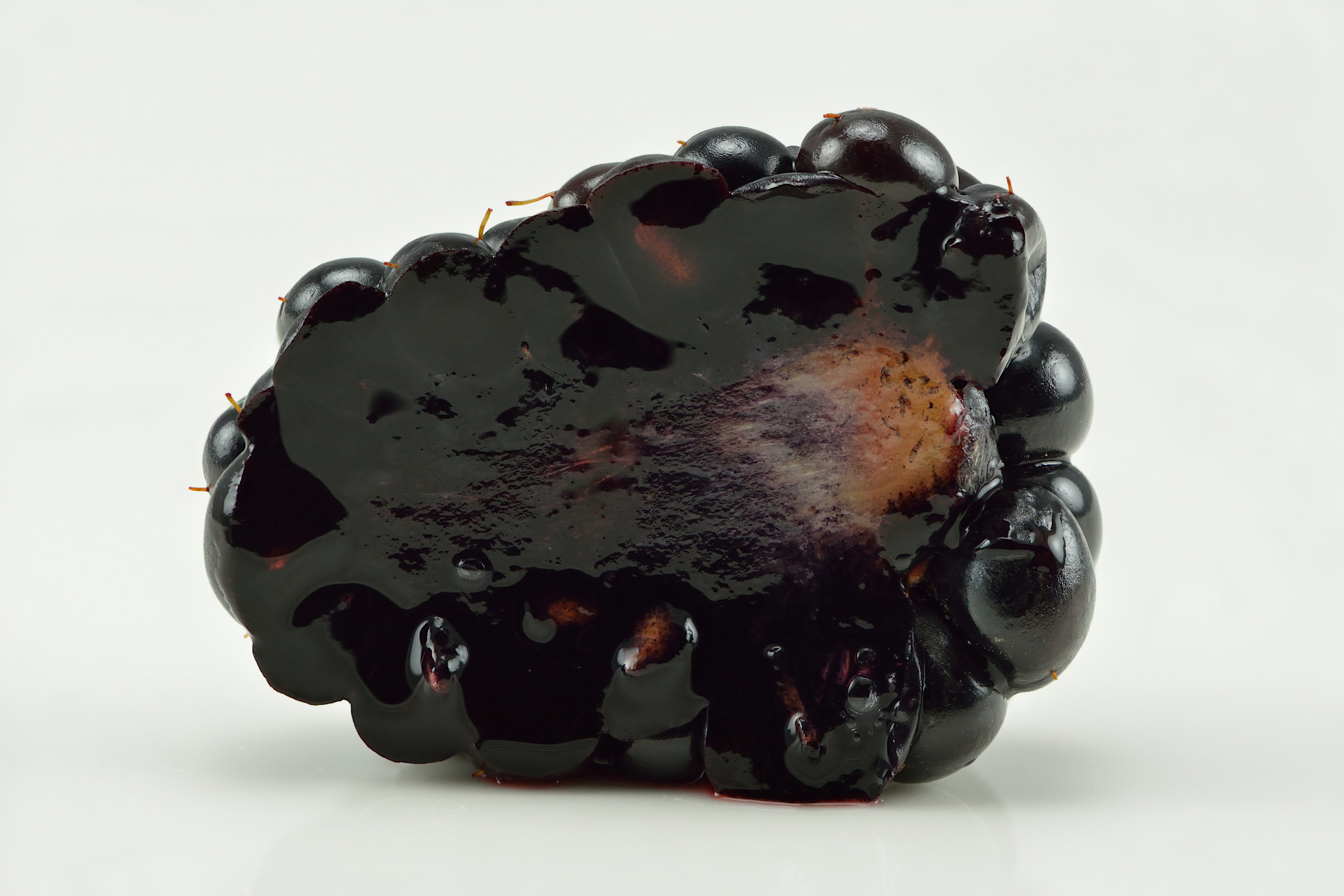

A vadszeder vagy földi szeder (Rubus fruticosus) a szeder nemzetséghez tartozó, egész Európában elterjedt gyümölcstermő gyógynövény. Tulajdonképpen gyűjtőfaj, vagyis egymáshoz nagyon hasonló, illetve egymással könnyen és gyakran kereszteződő kisfajok összessége. Ezekből Magyarországon eddig több mint 160-at különítettek el. Ezek pontos megkülönböztetése nehéz, ugyanakkor a gyümölcsként vagy gyógynövényként való felhasználás szempontjából lényegtelen. Népies neve: szeder, fekete szeder, földi szeder.

## Termőhelyei
Termőhelyei erdők, erdőszélek, cserjések, tisztások, ahol gyakran áthatolhatatlan bozóttömeget alkot. Gyakori növény, majdnem egész Európában, Ázsiában és Észak-Afrikában elterjedt.

## Leírása
1,5–2 m magasra növő tüskés hajtásai a földig hajolnak, szárnyalt levelei tojásdadok, fogazott szélűek, levélnyele, levélerezete is tüskés. Öt szirmú virágaiból, melyek  fehérek vagy rózsásak, húsos, lédús, éretten fekete színű csoportos termés fejlődik. Virágzási ideje június és augusztus között van.

## Felhasználása
Nyersen fogyasztva kellemes, üdítő hatású. Alkalmas még süteményekbe, gyümölcstortákba, lekvár és zselé, illetve gyümölcsbor készítésére is. Szárított levelét gyógyteaként használják.
Magas a foszfor- és vastartalma. 8 g fehérjét, 18 g zsírt, 60 g szénhidrátot, 5 g szerves sót és 40 g rostot tartalmaz kilogrammonként.
Nagyon jó mézképző, világos színű méz készül virágjai nektárjából.

## Hatóanyagok
Levele tartalmaz flavonoidokat, pektint, csersavat (gallotannint), szterolokat és a triterpént. Gyümölcse gazdag C-, B1-, B2-, B3-, B6-, B12-, A provitaminokban, ásványi anyagokban és gyümölcssavakban.

## Gyógyhatásai
Torokfájás, torokgyulladás, afta, hasmenés, fehér folyás ellen alkalmazzák.

## Virágdiagram

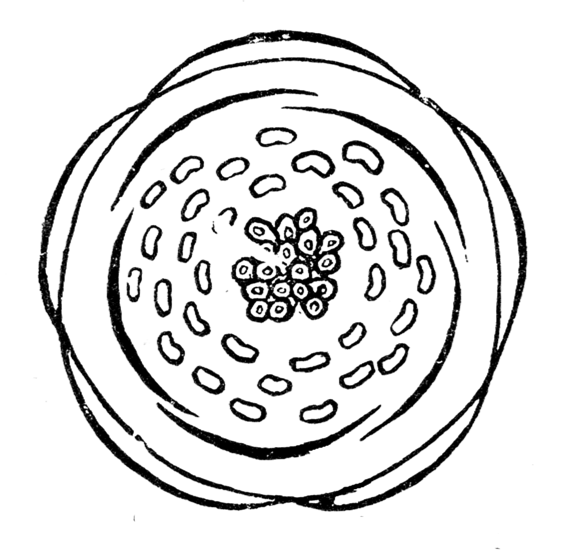
Vadszeder virágdiagram

## Képek

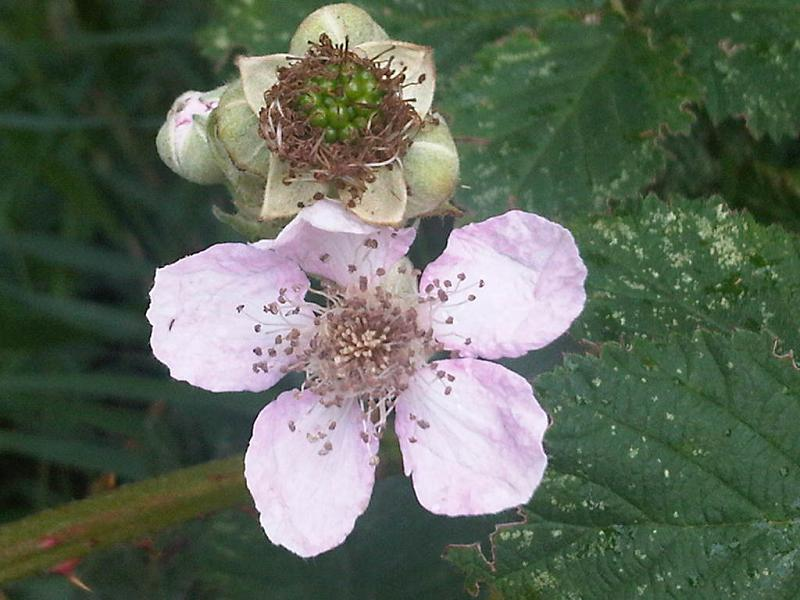
Virágai
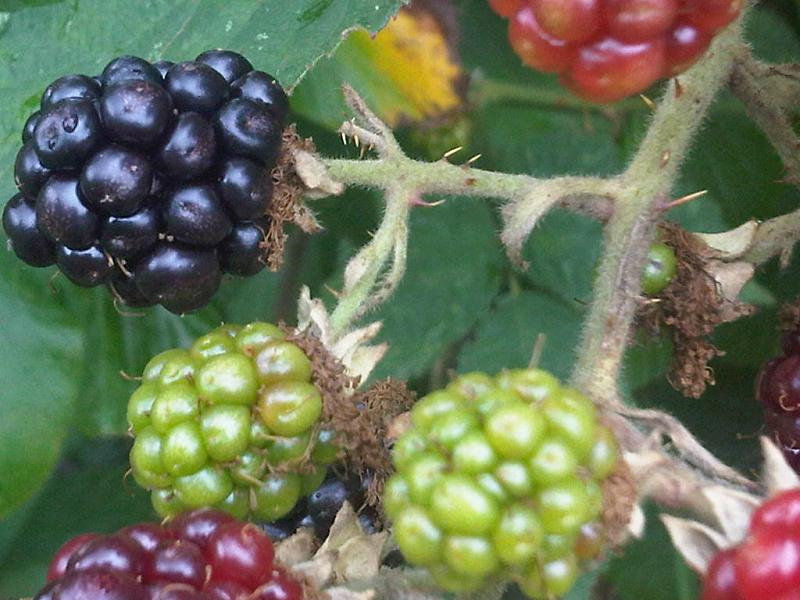
Termései
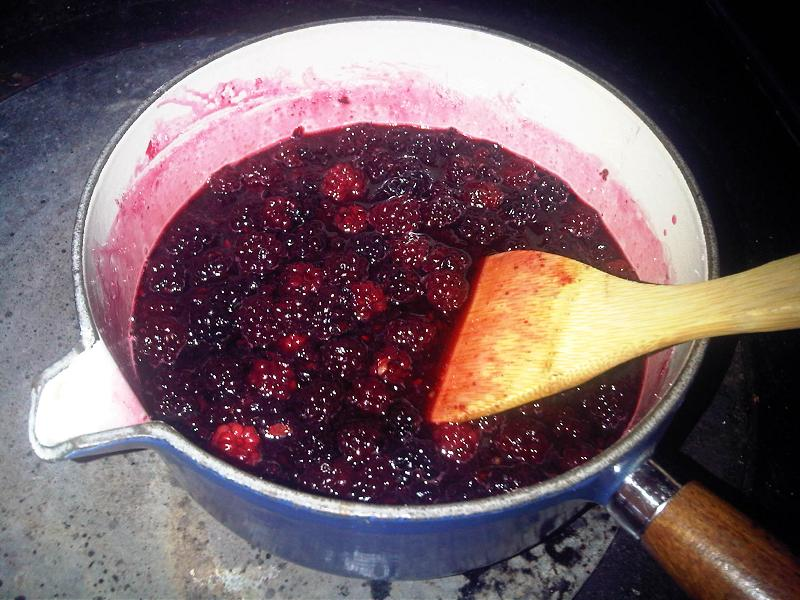
Vadszeder lekvár főzése.
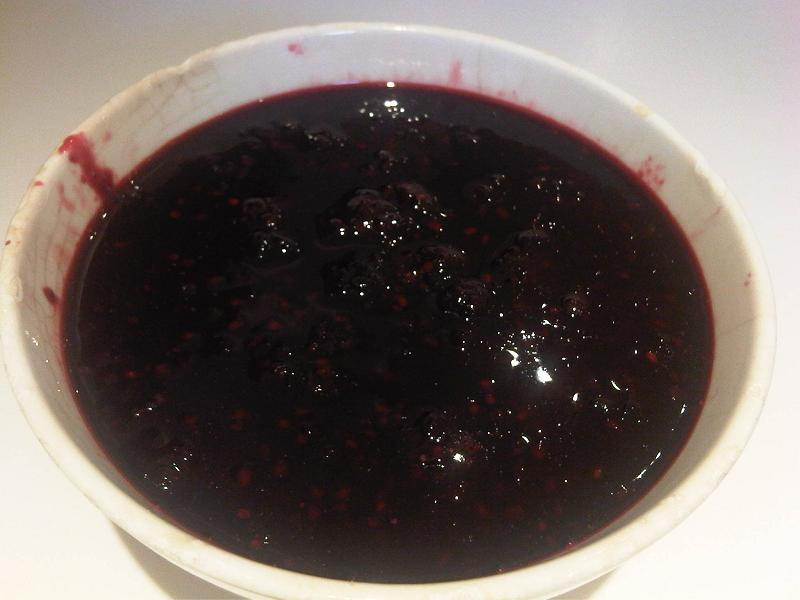